# Martin Spanjers
Martin Ryan Spanjers (Tucson, Arizona, 2 de fevereiro de 1987) é um ator norte-americano, mais conhecido por seu papel como "Rory Joseph Hennessy" na série da ABC, 8 Simple Rules.

## Prêmios e Indicações
| Prêmios | Prêmios   | Prêmios             | Prêmios                                                                     | Prêmios        |
| Ano     | Resultado | Premiação           | Categoria                                                                   | Título         |
| ------- | --------- | ------------------- | --------------------------------------------------------------------------- | -------------- |
| 2001    | Indicado  | Young Artist Awards | Drama                                                                       | First Night    |
| 2003    | Indicado  | Young Artist Awards | Melhor Performance em Série de TV (Comédia ou Drama) - Ator Jovem Principal | 8 Simple Rules |
| 2004    | Venceu    | Young Artist Awards | Melhor Performance em Série de TV (Comédia ou Drama) - Ator Jovem Principal | 8 Simple Rules |
| 2007    | Venceu    | Gold Awards         | Melhor Performance em Série de Comédia - Ator Jovem Coadjuvante             | Daddio         |